# Heinrich Theising
Johann Heinrich Theising (* 2. Februar 1858 in Warschau; † 28. Oktober 1933 in Berlin-Steglitz) war ein deutscher Architekt, der allein und in enger Zusammenarbeit mit Ernst Schwartzkopff, die beide in Groß Lichterfelde bei Berlin wohnten, zahlreiche Wohn-, Geschäfts- und kirchliche Bauten errichteten. Einige ihrer Bauten sind erhalten und stehen unter Denkmalschutz.

## Leben
Heinrich Theising war ein Sohn des Fabrikdirektors Heinrich Theising in Chicago und dessen Ehefrau Alwine geborene Kocher. Über seine Ausbildung ist nichts bekannt, aber er ist ab 1878 in Berlin als Bautechniker, Architekt und Maurermeister, später als Baumeister nachweisbar. 1884 heiratete er Maria Stüwe (1861–1921).
Zunächst trat Theising zusammen mit dem erfahrenen Architekten Ernst Schwartzkopff auf. Sie konnten ab Mitte der 1880er Jahre in Groß-Lichterfelde in der Nähe von Schwartzkopffs Wohnungen mindestens drei Wohnhäuser errichten, die gleichzeitig auch Referenzen für ihr Können waren. Theising zog dann um 1890 ebenfalls nach Groß-Lichterfelde. Dort wurde der Sohn Curt Werner geboren. Theising realisierte manche Objekte auch allein.
Heinrich Theising hatte in den Jahren 1894 bis 1898 in der Behrenstraße 14–16 ein Wohn- und Geschäftshaus geplant und errichtet, in dem er fortan sein Atelier unterhielt. Auf der Westseite wurde nach massiven Gebäudezerstörungen im Zweiten Weltkrieg ein mehrstöckiges Parkhaus angebaut, das ab 2019 abgerissen und durch einen Wohn- und Geschäftskomplex ersetzt wurde. Der vorhandene und denkmalgeschützte Altbau heißt nun zusammen mit dem Neubau Palais Theising.
Im Jahr 1888 wurde Theising mit dem Königlichen Kronenorden IV. Klasse ausgezeichnet. und im Jahr 1908 verlieh der preußische König dem Privatarchitekten Heinrich Theising aus Groß-Lichterfelde den Titel (=Charakter) eines Baurats.

## Materialeinsatz, Baustile
Beide Architekten verfolgten zur damaligen Zeit verschiedene, meist dem Zeitgeist entsprechende moderne Baustile. Beim Wohnungsbau bevorzugten sie den Reformstil, mit dem gute und preisgünstige Wohnungen für viele Neuberliner entstanden. Sie setzten Schnörkel und Verzierungen nur selten ein, schufen aber durch großzügige Linienführung, Giebel, Erker, vorgesetzte Balkone und gerahmte Loggien sowie mit dem Einsatz seltener Materialien wie eine Verkleidung mit weißen Klinkern dennoch sehr individuelle Bauten. Später schlossen sich Theising und Schwartzkopff mit ihren Entwürfen auch dem Mainstream wie dem Jugendstil oder der Neuromanik an. Ein klarer eigener Stil ist nicht erkennbar.

## Bauwerke (Auswahl)

### In Deutschland

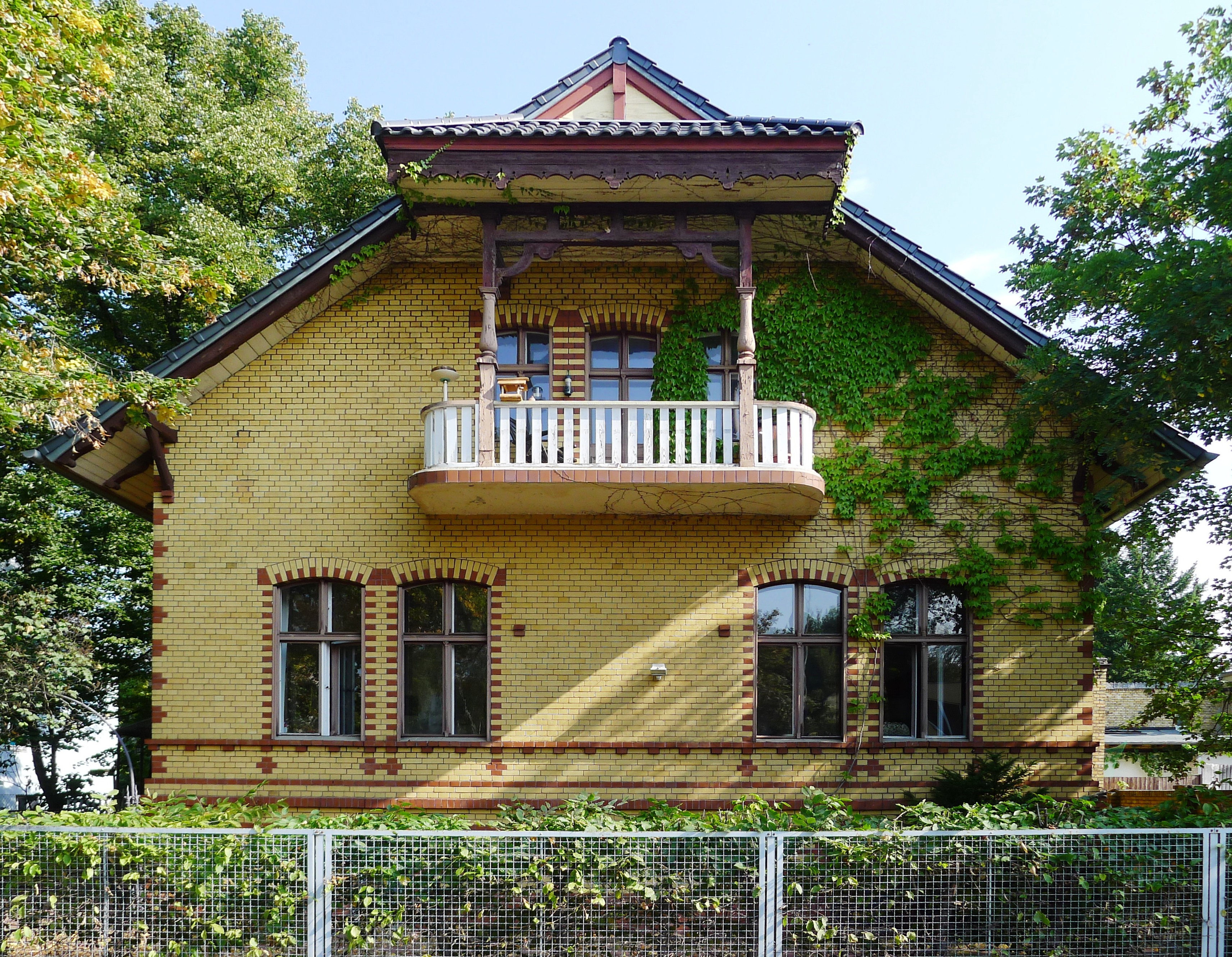
Villa in der Königsberger Str. 2

- 1884: Einfamilienhaus, Wilhelmstraße 2 (ab 1964 Königsberger Straße), für den Stadtrat Marggraff; Schwartzkopff & Theising (Denkmalschutz)[10]
- 1884–1885: Einfamilienhaus, Wilhelmstraße 3 (ab 1964 Königsberger Straße) für den Bauherrn Rechtsanwalt Haenisch aus Berlin;[11] Schwartzkopff & Theising (Denkmalschutz)[12]
- 1886–1887: Hauptgebäude des Paul-Gerhardt-Stifts in Berlin (mit Schwartzkopff, Denkmalschutz)[13]
- 1888: Einfamilienhaus, Wilhelmstraße 5 (ab 1964 Königsberger Straße), Schwartzkopff & Theising (Denkmalschutz)[14]
- 1890–1891: Mehrfamilien-Mietshaus, Wilhelmstraße 46 (ab 1964 Königsberger Straße), Schwartzkopff & Theising[15]
- 1892–1893: Kirche der Berliner Stadtmission, Am Johannistisch 6 (historisch), Berlin-Kreuzberg Schwartzkopff & Theising. Im Zweiten Weltkrieg zerstört. 1967/1968 Nachfolgebau fast an gleicher Stelle, Johanniterstraße 2.[16]
- 1895: Wohn- und Geschäftshaus, Mohrenstraße 25 (historisch), Schwartzkopff & Theising.[17] Im Zweiten Weltkrieg zerstört.
- 1895/96: Oberrealschule Lichterfelde (Ringstraße 2/3 Ecke Wüllenweberweg 2–4 in Lichterfelde), ein roter mit farbigen Glasursteinen verzierter Backsteinbau.[18] Heute ist es das Lilienthal-Gymnasium.
- 1896: Haus des Christlichen Vereins junger Männer in Berlin, Wilhelmstraße 34, Schwartzkopff & Theising[19]
- 1897–1898: Erweiterung des Mutterhauses im Paul-Gerhardt-Stift in Berlin, Schwartzkopff & Theising[13]
- 1897: Villa für die Familie Hedwig und Adolf Pinkuß auf dem Grundstück Bismarckallee 11 / Ecke Herbertstraße 8; trotz Unversehrtheit nach dem Krieg wurde die Villa 1970 zugunsten eines Dreierkomplexes von Eigentumswohnungen abgerissen.[20]
- 1898: Wohn- und Geschäftshaus, Behrenstraße 14–16, Schwartzkopff & Theising; entstand durch Umbau eines Bankhauses an dieser Stelle[21][22] (Denkmalschutz)[23] Das frühere oberste Geschoss, das zur Glinkastraße hin einen ausschweifenden Giebel mit einem geflügelten Fabeltier auf der Spitze trug[24] wurde nach 1945 abgetragen und durch ein angedeutetes Walmdach mit vergiebelten Gauben ersetzt. Der Baukörper besteht aus Sandstein und trägt einen sparsamen Schmuck. Eine große Kartusche belebt die oberen Bauwerksteile mit der Ecklösung. Es handelt sich um zwei Putten, die ein Wappenschild halten, über den sich ein Helm mit Federbusch rankt.[25]
- 1902–1904: Umbau und Ergänzungen am Paul-Gerhardt-Stift im Wedding, darunter das Beamtenwohnhaus (Denkmalschutz)[26], der Kindergarten und alle Nutzgebäude
- 1904–1905: Mietshaus Hohenzollerndamm 90, 91 (Denkmalschutz)[27]
- um 1905: ein Geschäftshaus an der Ecke Markgrafen- und Taubenstraße am Gendarmenmarkt[28]
- 1905–1908: Fabrik für Mix und Genest, Geneststraße 5 (Denkmalschutz)[29]
- 1906, mit Heinrich Rosskotten: Geschäftshaus am Gendarmenmarkt für ein Bankhaus, das in kleinen Schritten auch nach dem Krieg mehrfach leicht verändert wurde, aber 1994–1996 durch einen Neubau, den Markgrafenblock, ersetzt wurde.
- 1910: Gebäude für den S-Bahnhof Hohenzollerndamm, aufwändig mit einem Preußenadler geschmückt, der Bezug auf den Namen der Station nahm; im Inneren befand sich ein Mosaik, das später an die Fassade eines Altenheims in der Königsallee 15 (Grunewald) versetzt wurde.[30] Der Adler im Wappenschild ist seit den 1990er Jahren nicht mehr vorhanden.

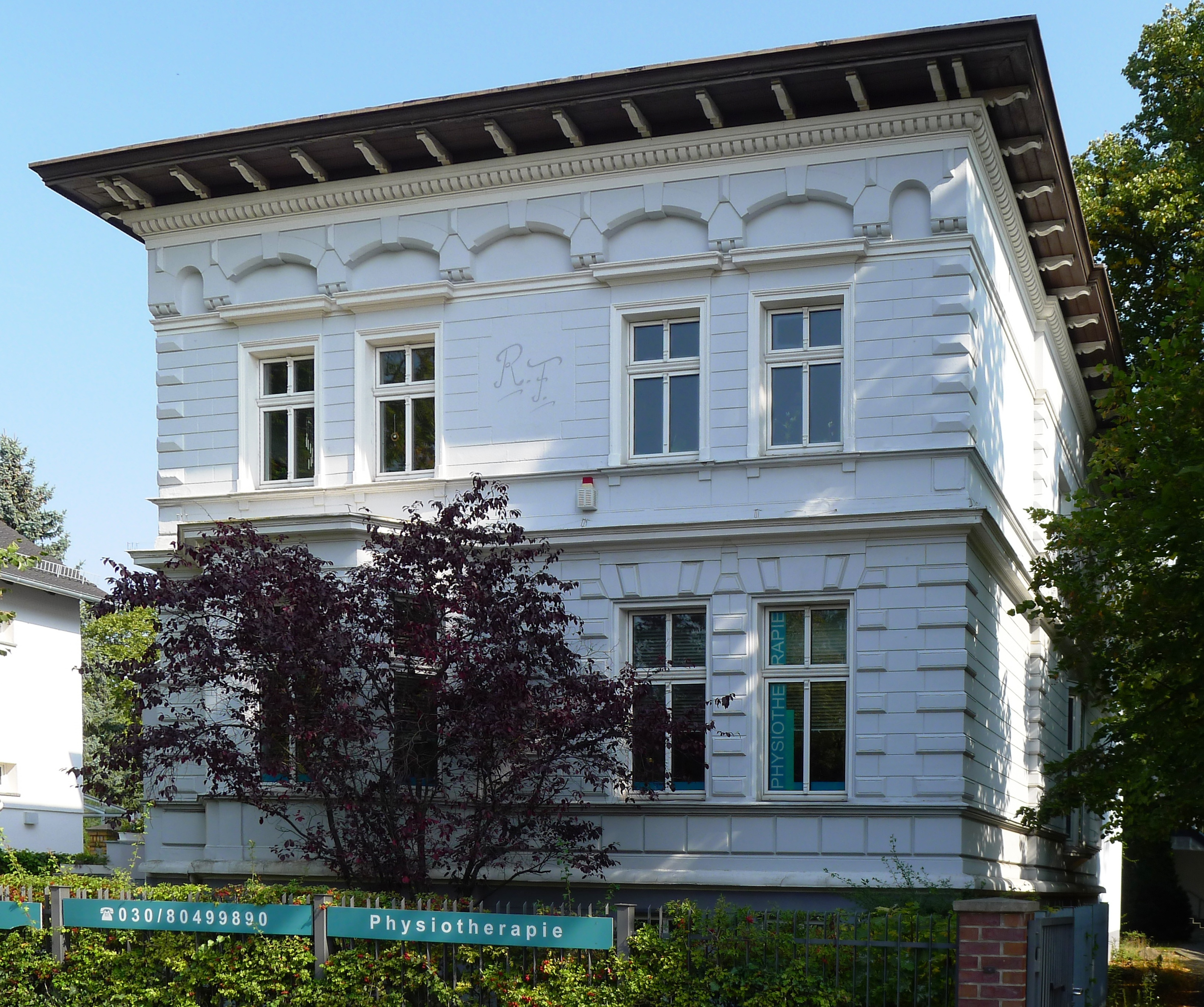
Villa in der Königsberger Str. 3
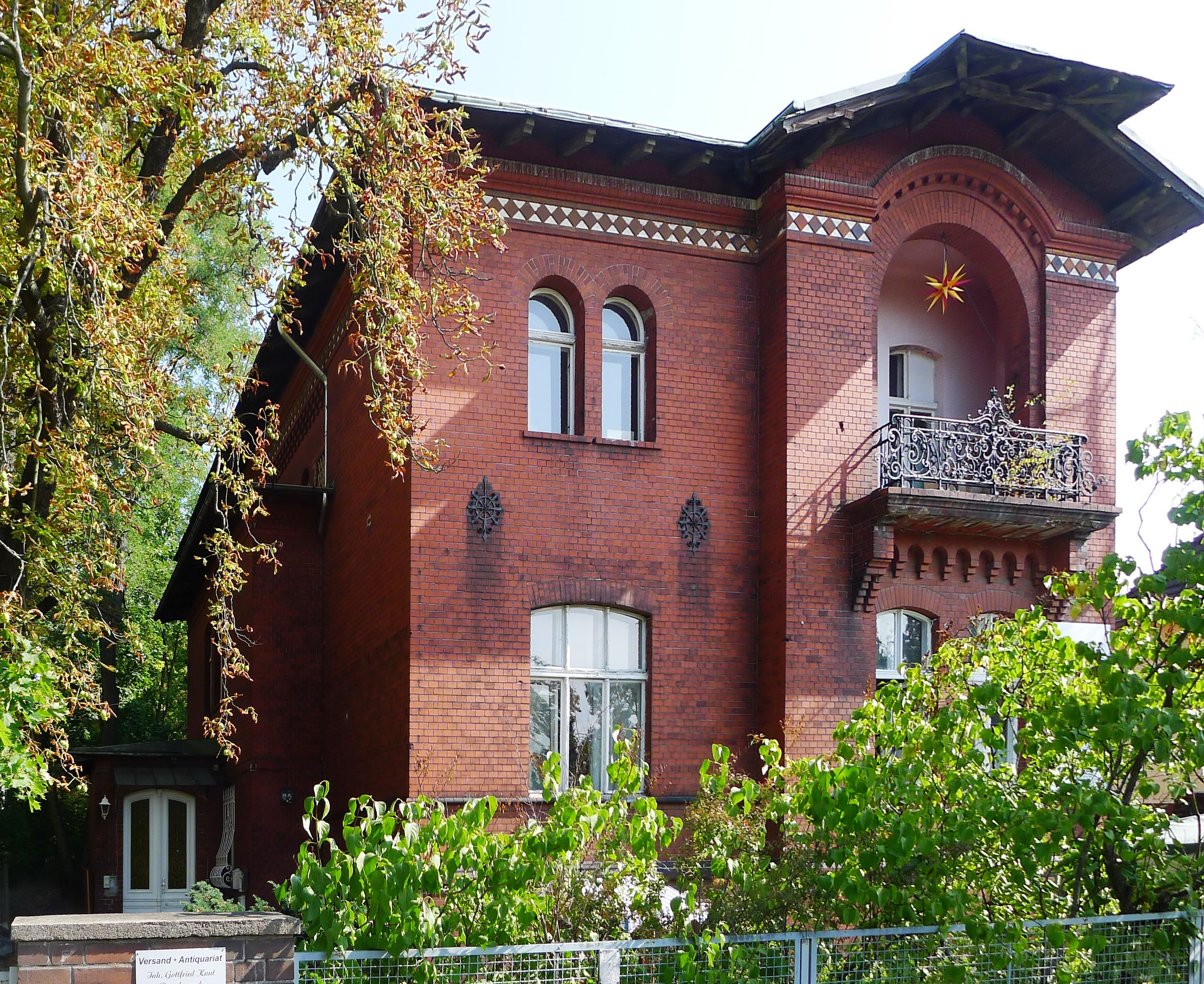
Villa in der Königsberger Str. 5
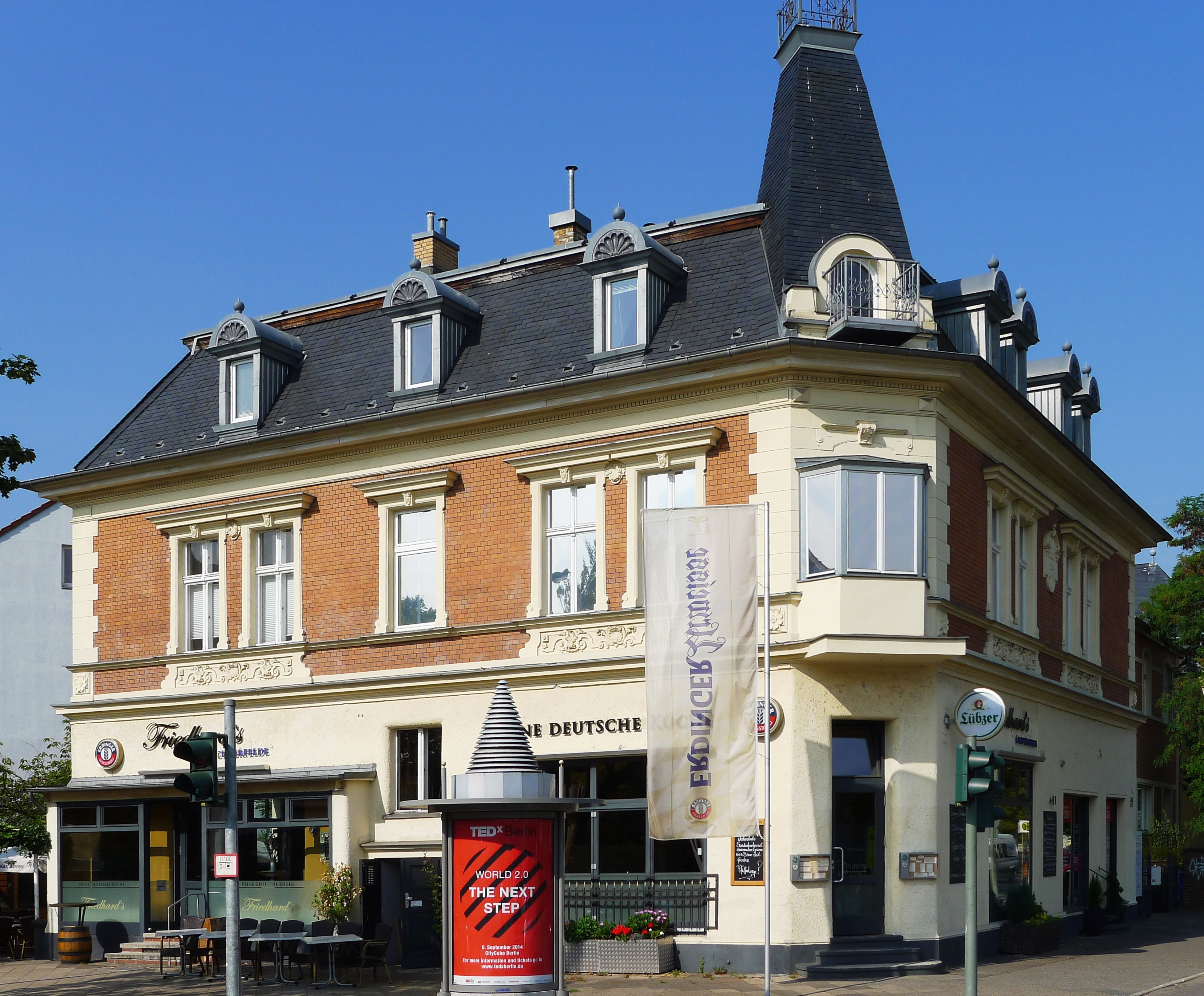
Mehrfamilienhaus in der Königsberger Str. 46
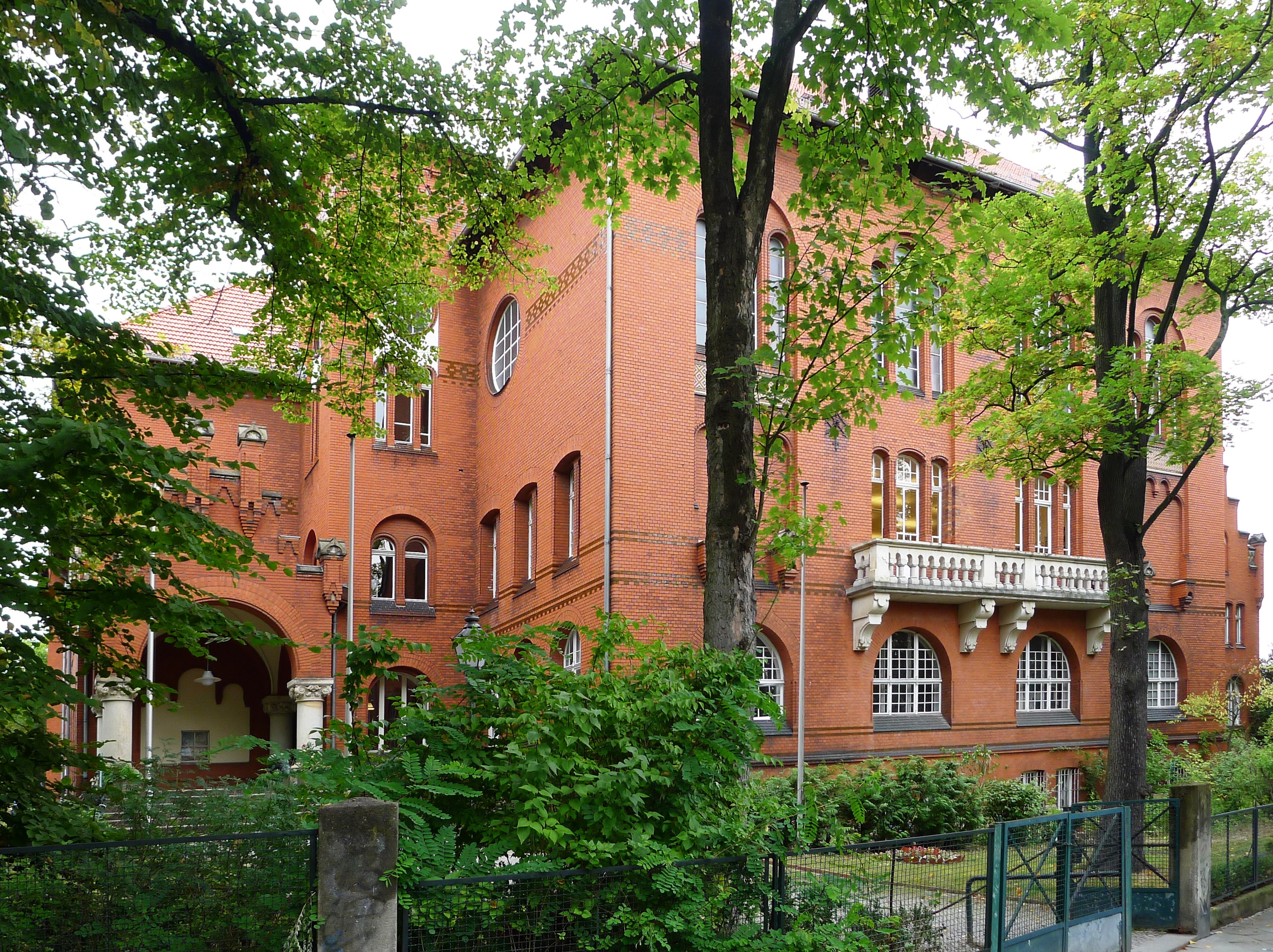
Eh. Oberrealschule in Lichterfelde
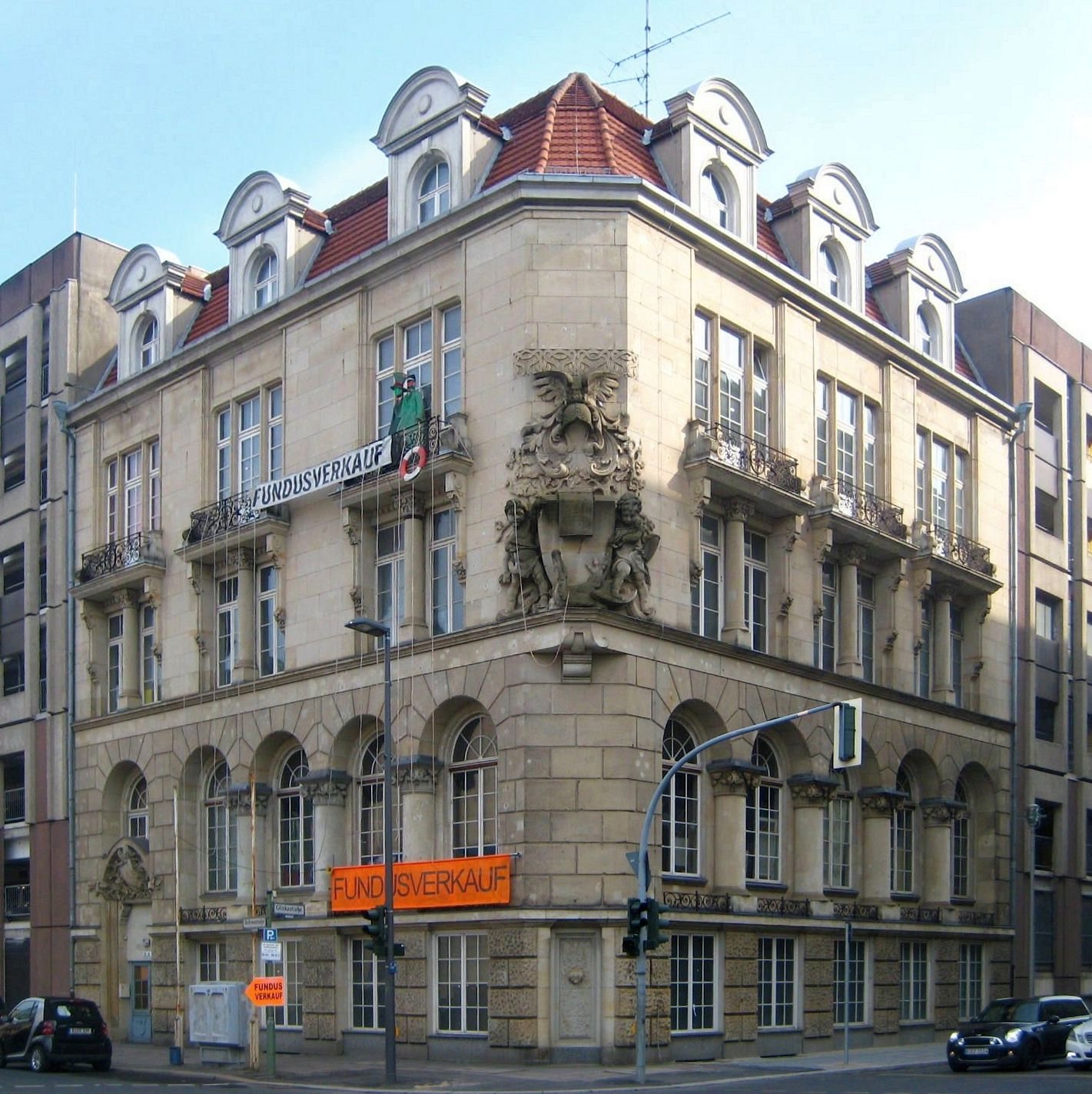
Behrenstr. 14
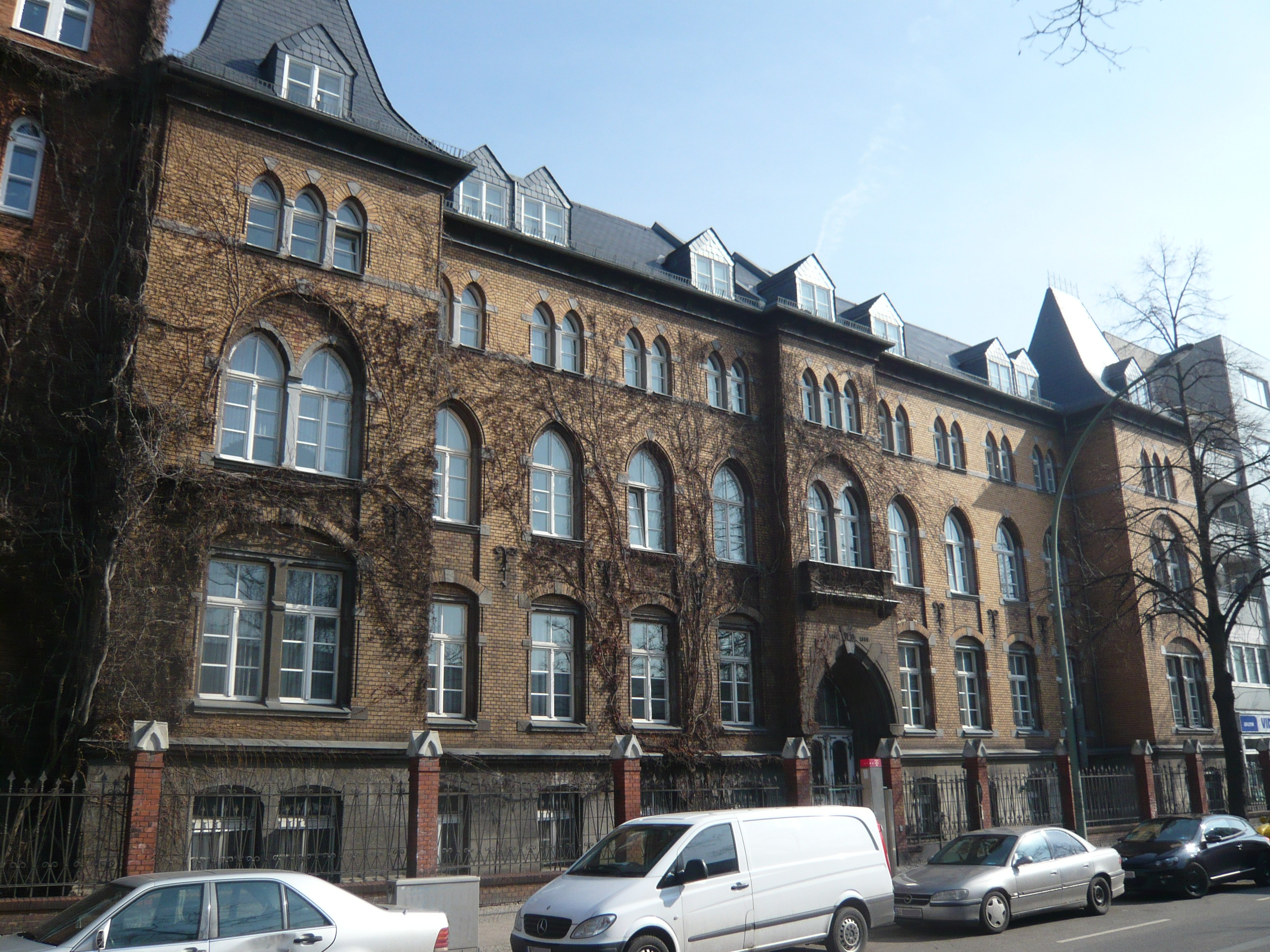
Paul-Gerhardt-Stift, Müllerstr.
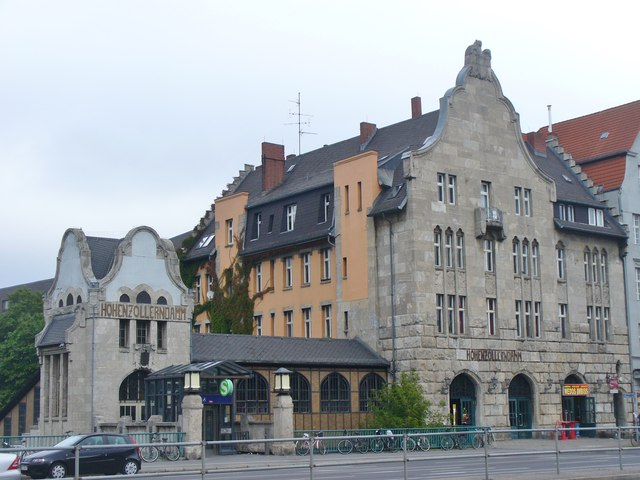
Bahnhofsgebäude Hohenzollerndamm

### Im Ausland

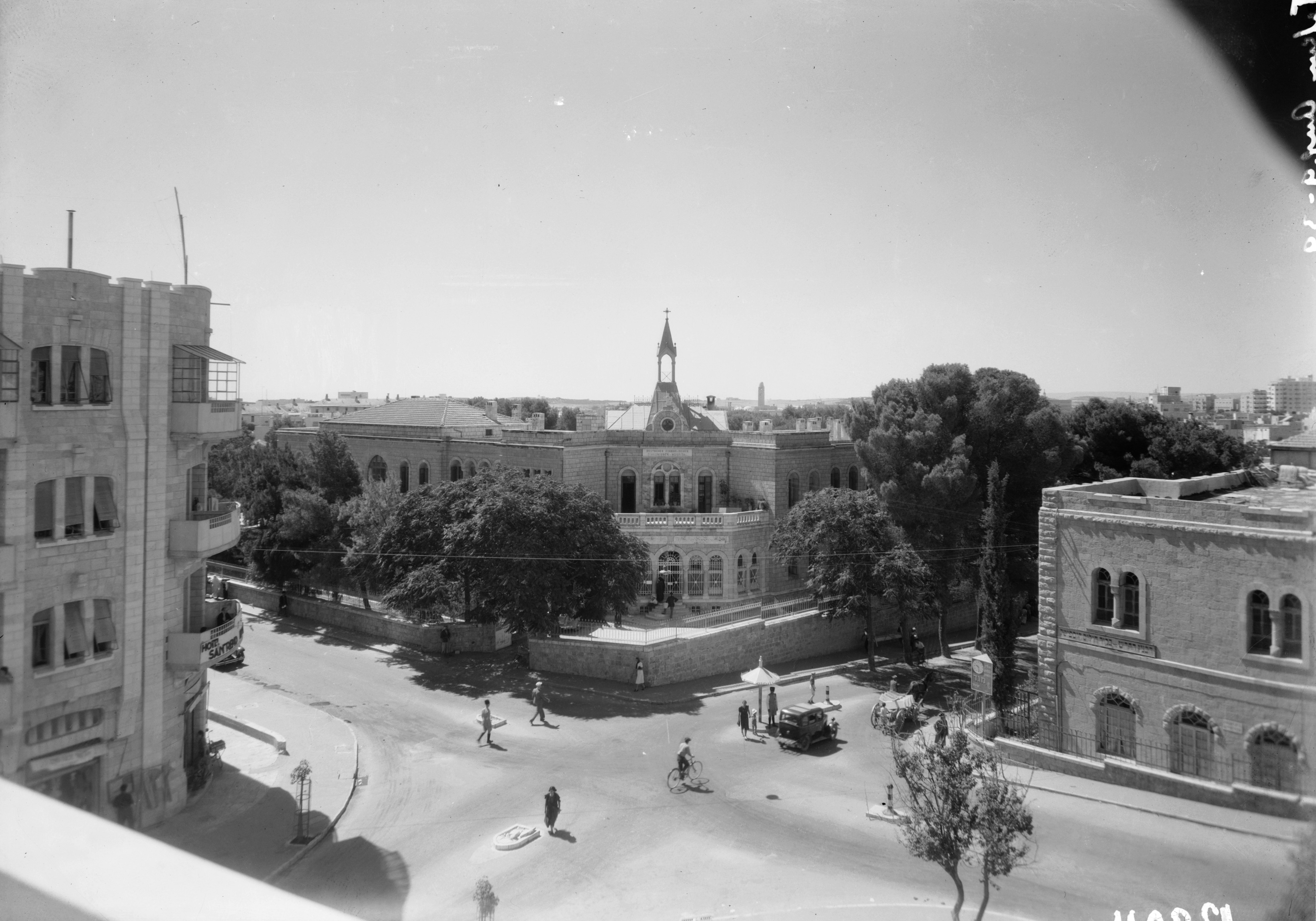
In Bildmitte: die Diakonissenstation,
Foto von 1939

- 1892–1894: Evangelisches Diakonissenkrankenhaus (Jerusalem) (Schwartzkopff & Theising); der Auftrag kam vermutlich zustande, weil der Initiator des Baus der in Berlin lebende Pfarrer Carl Schlicht war, der bereits für die Errichtung des Paul-Gerhardt-Stifts Geldspenden gesammelt hatte.
- 1890er: Am Ausbau bzw. den Planungen und Bauten für das Jerusalemer Stadtviertel Me'a Sche'arim sollen die beiden Architekten Schwartzkopff und Theising ebenfalls beteiligt gewesen sein.

### Entwürfe
- Theising und Schwartzkopff beteiligten sich 1893/1894 am Architekturwettbewerb für den Bau eines neuen Rathauses in Elberfeld, zu dem 129 Entwürfe eingingen. Ihr Entwurf hatte das Kennwort „Werner“ und wurde von der Jury nicht prämiert.[31]